# Neil Armstrong
Neil Armstrong (polno ime Neil Alden Armstrong), ameriški častnik, vojaški pilot, preizkusni pilot, astronavt, prvi človek, ki je hodil po površini Lune, * 5. avgust 1930, Wapakoneta, Ohio, ZDA, † 25. avgust 2012, Cincinnati.
Armstrong se je rodil in odraščal v Wapakoneti v Ohiu. Diplomiral je na univerzi Purdue, študiral je letalski inženiring. Šolnino na fakulteti mu je plačala ameriška mornarica v sklopu programa Holloway. Leta 1949 je postal član mornarice, naslednje leto pa mornarski letalec. V času korejske vojne je vojno območje preletel z letalom Grumman F9F Panther z letalonosilke USS Essex. Septembra 1951 je bilo Armstrongovo letalo med nizkim bombardiranjem poškodovano, ko je trčilo v protiletalski kabel, napet čez dolino, ta pa je odrezal velik del enega krila. Armstrong se je bil prisiljen rešiti. Po vojni je diplomiral na univerzi Purdue in postal testni pilot na postaji za visoke hitrosti Nacionalnega svetovalnega odbora za aeronavtiko (NACA) v letalski bazi Edwards v Kaliforniji. Prav tako je bil pilot projekta lovcev serije Century in je sedemkrat letel s severnoameriškim X-15. Bil je tudi udeleženec programov ameriški letalskih sil Man in Space Soonest ter programa človeških vesoljskih letov X-20 Dyna-Soar.
Armstrong se je pridružil Nasini skupini astronavtov na drugem naboru, ki je potekal leta 1962. Svoj prvi vesoljski polet kot poveljnik misije Gemini 8 je opravil marca 1966 in postal prvi Nasin civilni astronavt, ki je poletel v vesolje. Med to misijo je s pilotom Davidom Scottom izvedel prvi manever spajanja dveh ročno pilotiranih plovil v vesolju. Misija je bila prekinjena, ko je Armstrong porabil nekaj svojega goriva za nadzor ponovnega vstopa za stabilizacijo nevarnega prevračanja, ki ga je povzročil zataknjen potisnik. Med usposabljanjem za drugi in zadnji vesoljski polet kot poveljnik Apolla 11 se je moral nekaj trenutkov pred strmoglavljenjem izstreliti iz Lunarnega pristajalnega raziskovalnega vozila. 20. julija 1969 sta Armstrong in pilot lunarnega modula Apollo 11 Buzz Aldrin postala prva človeka, ki sta pristala na Luni, naslednji dan pa sta dve uri in pol preživela zunaj vesoljskega plovila lunarnega modula Orel (Eagle), medtem ko je Michael Collins ostal v lunarni orbiti v poveljniškem modulu Apollo Columbia. Ko je Armstrong prvič stopil na Lunino površje, je izrekel znamenit stavek: »To je majhen korak za človeka, a velik skok za človeštvo.« Pristanek je bil v živo predvajan za okoli 530 milijonov gledalcev po vsem svetu. Apollo 11 je tako predstavljal zmago ZDA v vesoljski dirki z izpolnitvijo nacionalnega cilja, ki ga je leta 1961 predstavil predsednik John F. Kennedy, da človek pristane na Luni in se varno vrne na Zemljo še pred koncem desetletja. Predsednik Richard Nixon je Armstronga skupaj s Collinsom in Aldrinom odlikoval s predsedniško medaljo svobode. Predsednik Jimmy Carter mu je leta 1978 podelil kongresno vesoljsko medaljo časti, pozneje pa je Armstrong z nekdanjimi sodelavci leta 2009 prejel še kongresno zlato medaljo.
Leta 1971 je izstopil iz Nase in do leta 1979 poučeval na Oddelku za vesoljsko inženirstvo na Univerzi v Cincinnatiju. Sodeloval je tudi pri preiskavi nesreče Apolla 13 in v Rogersovi komisiji, ki je preiskovala katastrofalno nesrečo Space Shuttle Challengerja. Leta 2012 je Armstrong umrl zaradi zapletov, ki so sledili operaciji koronarnega obvoda, v starosti 82 let.

## Zgodnje življenje
Neil Armstrong se je rodil blizu Wapakonete v Ohiu 5. avgusta 1930 kot sin Viole Louise (rojene Engel) in Stephena Koeniga Armstronga. Imel je nemške, škotske in irske korenine. Bil je najstarejši od treh otrok, imel je še sestro June in brata Deana. Oče je bil revizor državne vlade Ohia, zato se je družina večkrat selila po državi in v 14-ih letih živela v 16-ih mestih. Armstrongova ljubezen do letenja je v tem času rasla, začelo se je že pri dveh letih, ko ga je oče odpeljal na letalske dirke v Cleveland. Ko je bil star pet ali šest let, je prvič letel z letalom v Warrenu v Ohiu, ko ga je oče popeljal s Fordom Trimotorjem (poznanim tudi kot ''Tin Goose'').
Do zadnje selitve družine je prišlo leta 1944, ko so se vrnili v Wapakoneto, kjer je Armstrong obiskoval srednjo šolo Blume in se učil letenja na letališču Wapakoneta. Na svoj 16. rojstni dan si je že prislužil študentsko spričevalo letenja, nato pa avgusta še dovoljenje za solo polete, vse to še preden je dobil vozniško dovoljenje za avto. Bil je tudi aktiven tabornik, ki je prišel do čina Orel. Pozneje je kot odrasel od njih prejel še dve posebni nagradi. Med letenjem proti Luni 18. julija 1969 je poslal pozdrave udeležencem nacionalnega srečanja tabornikov v Idahu. Med redkimi osebnimi predmeti, ki jih je nesel s seboj na Luno in nazaj, je bila tudi svetovna značka tabornika.
Pri 17-ih letih, leta 1947, je Armstrong začel študirati aeronavtični inženiring na univerzi Purdue v West Lafayetteu v Indiani. Bil je drugi član svoje družine, ki je obiskoval fakulteto. Bil je sprejet tudi na Tehnološki inštitut v Massachusettsu, vendar se je odločil, da bo raje šel v Purdue, potem ko je leta 1945 na stadionu v Ohiu spremljal nogometno tekmo med Purdue Boilermakersi in Ohio State Buckeyesi, v kateri je igralec Bob DeMoss prve pripeljal do trdne zmage nad cenjenimi nasprotniki. Stric, ki je obiskoval inštitut, mu je tudi svetoval, da bi lahko pridobil dobro izobrazbo ne da bi šel vse do Cambridgea v Massachusettsu. Šolnino je dobil plačano iz načrta Holloway. Uspešni kandidati so se zavezali k dvoletnemu študiju, ki sta mu sledili dve leti usposabljanja za letenje in eno leto službe letalca v ameriški mornarici, zatem pa še je sledil zaključek z zadnjima dvema letoma do diplome. Armstrong ni obiskoval ur iz pomorske znanosti, niti se ni pridružil zboru za usposabljanje mornariških rezervnih častnikov.

## Služba v mornarici
26. januarja 1949 so Armstronga vpoklicali v mornarico, zaradi česar se je moral zglasiti na pomorski letalski postaji Pensacola na Floridi na letalsko usposabljanje z razredom 5-49. Po opravljenih zdravniških pregledih je 24. februarja 1949 postal kadet. Letalsko usposabljanje je potekalo na severnoameriškem trenažnem letalu SNJ, s katerim je 9. septembra 1949 samostojno poletel. 2. marca 1950 je prvič pristal na letalonosilki USS Cabot, kar je sam primerjal s svojim prvim samostojnim poletom. Nato so ga poslali na pomorsko letalsko postajo Corpus Christi v Teksas na usposabljanje na letalu Grumman F8F Bearcat, kjer je dosegel vrhunec s pristankom na letalonosilki USS Wright. 16. avgusta 1950 so Armstronga pisno obvestili, da je popolnoma usposobljen mornariški pilot. Njegova mati in sestra sta se udeležili njegove podelitve diplom 23. avgusta 1950.
Dodeljen je bil 7. eskadrilji letalske flote (FASRON 7) na letalski bazi NAS San Diego (danes znani kot NAS North Island). 27. novembra 1950 je bil dodeljen eskadrilji VF-51, sestavljeni izključno iz reaktivnih letal, s čimer je postal njen najmlajši častnik. Svoj prvi polet z reaktivnim letalom Grumman F9F Panther je opravil 5. januarja 1951. 5. junija 1951 je bil povišan v praporščaka, dva dni pozneje pa je prvič pristal na letalonosilki USS Essex. 28. junija 1951 je Essex z VF-51 na krovu odplul proti Koreji, da bi deloval kot jurišno letalo. VF-51 je nato poletel na letalsko postajo mornarice Barbers Point na Havajih, kjer je izvajal lovsko-bombno usposabljanje, preden se je konec julija ponovno vrnil na ladjo.
29. avgusta 1951 se je Armstrong udeležil korejske vojne kot spremljevalec fotoizvidniškega letala nad Songjinom. Pet dni pozneje, 3. septembra, je poletel z oboroženo izvidnico nad glavnimi transportnimi in skladiščnimi objekti južno od vasi Majon-ni, zahodno od Wonsana. Po Armstrongovih besedah je med nizkim bombardiranjem s hitrostjo 560 km/h odtrgalo 1,8 m njegovega krila ob trčenju v kabel, ki je bil napet čez hribe kot past. Ko je trčil vanj, je letel 150 m nad tlemi. Čeprav je bil na tem območju močan protiletalski ogenj, Armstrongovega letala ni zadel nihče. V začetnem poročilu poveljniku letalske baze v Essexu je pisalo, da je Armstrongov F9F Panther zadel protiletalski ogenj. Poročilo je navajalo, da je Armstrong poskušal prevzeti nadzor in je trčil v drog, ki je odrezal 0,61 m desnega krila Pantherja. Nadaljnje izkrivljene različice zgodbe s strani različnih avtorjev so dodale, da je bil le 6,1 m od tal in da mu je bilo odrezanih 0,91 m krila.
Armstrong je letalo uspel prepeljati nad varno ozemlje, toda zaradi izgube krilca je bila katapultacija njegova edina varna možnost. Nameraval se je katapultirati nad vodo in počakati na reševanje s helikopterji mornarice, vendar je njegovo padalo odpihnilo nazaj nad kopno. Pobral ga je džip, ki ga je vozil prijatelj iz letalske šole. Ni znano, kaj se je zgodilo z razbitinami njegovega letala, F9F-2 BuNo 125122.
Skupno je Armstrong opravil 78 misij nad Korejo, v katerih je v zraku preživel skupno 121 ur, od tega tretjino januarja 1952, zadnjo misijo pa je opravil 5. marca 1952. Od 492-ih pripadnikov ameriške mornarice, ki so bili ubiti v korejski vojni, jih je bilo 27 iz Essexa. Armstrong je za 20 bojnih misij prejel letalsko medaljo, za naslednjih 40 dve zlati zvezdici, korejsko medaljo za zasluge in zvezdo za sodelovanje, medaljo za nacionalno obrambo in medaljo Združenih narodov za zasluge v Koreji.
Armstrong je vojaško dolžnost zaključil 25. februarja 1952 in postal praporščak v rezervi ameriške mornarice. Po končanem bojevanju pri Essexu je bil maja 1952 dodeljen transportni eskadrilji VR-32. Iz aktivne dolžnosti je bil odpuščen 23. avgusta 1952, vendar je ostal v rezervi in bil 9. maja 1953 povišan v poročnika (mlajši razred). Kot rezervist je nadaljeval z letenjem, najprej z VF-724 na pomorski letalski postaji Glenview v Illinoisu, nato pa se je po selitvi v Kalifornijo še z VF-773 na pomorski letalski postaji Los Alamitos. V rezervi je ostal osem let, do 21. oktobra 1960.

## Študentska leta
Po služenju v mornarici se je Armstrong vrnil na univerzo Purdue. Njegove prejšnje dobre, a ne izjemne ocene so se izboljšale, s čimer se je njegovo končno povprečje ocen (GPA) dvignilo na spodobnih 4,8 od 6,0. Včlanil se je v bratovščino Phi Delta Theta in živel v njeni hiši. Napisal in sorežiral je dva muzikala. Prvi je bila različica Sneguljčice in sedmih palčkov, ki jo je sorežiral s svojim dekletom Joanne Alford iz sestrstva Alpha Chi Omega, s pesmimi iz Disneyjevega filma iz leta 1937, vključno s Someday My Prince Will Come. Drugi je imel naslov The Land of Egelloc (fakulteta v angleščini, črkovana nazaj), z glasbo Gilberta in Sullivana, vendar novim besedilom.
Armstrong je bil predsednik letalskega kluba Purdue Aero in je letel s klubskima letaloma, Aeronco in nekaj Piperji, ki so bila shranjena na bližnjem letališču Aretz v Lafayettu v Indiani. Leta 1954 je z Aeronco letel v Wapakoneto, kjer ga je pri grobem pristanku na kmečkem polju poškodoval, zato so ga morali na prikolici odvleči nazaj v Lafayette. Bil je baritonist v godbi Purdue All-American Marching Band. Deset let pozneje je postal častni član častne bratovščine nacionalne godbe Kappa Kappa Psi. Armstrong je januarja 1955 diplomiral iz letalskega inženirstva. Leta 1970 je na Univerzi v Južni Kaliforniji (USC) magistriral iz vesoljskega inženirstva. Sčasoma mu je več univerz podelilo častne doktorate.
Armstrong je na zabavi, ki jo je priredila bratovščina Alpha Chi Omega, spoznal Janet Elizabeth Shearon, ki je študirala gospodinjstvo. Po njunih besedah ni bilo pravega dvorjenja in nobeden od njiju se ni mogel spomniti natančnih okoliščin njune zaroke. Poročila sta se 28. januarja 1956 v kongregacijski cerkvi v Wilmetteu v Illinoisu. Ko se je preselil v letalsko bazo Edwards, je živel v samskih prostorih baze, Janet pa v okrožju Westwood v Los Angelesu. Po enem semestru sta se preselila v hišo v Antelope Valleyju, blizu letalske baze Edwards. Janet ni dokončala študija, kar je kasneje v življenju obžalovala. Par je imel tri otroke. Junija 1961 so njuni hčerki Karen diagnosticirali difuzni intrinzični pontinski gliom, maligni tumor srednjega dela možganskega debla. Obsevanje je upočasnilo njegovo rast, vendar se je njeno zdravje poslabšalo do te mere, da ni mogla več hoditi ali govoriti. Umrla je zaradi pljučnice, povezane z njenim oslabljenim zdravjem, 28. januarja 1962 v starosti dveh let.

## Preizkusni pilot
Po diplomi na Purdueju je Armstrong postal eksperimentalni raziskovalni testni pilot. Prijavil se je na postajo za hitre lete Nacionalnega svetovalnega odbora za aeronavtiko (NACA) v letalski bazi Edwards. NACA ni imela prostih delovnih mest, zato je svojo prijavo posredovala v laboratorij za letalske pogone Lewis v Clevelandu, kjer je Armstrong 1. marca 1955 opravil svoj prvi testni polet. Armstrongovo delo v Clevelandu je trajalo le nekaj mesecev, preden se je sprostilo delovno mesto na postaji za hitre lete, kjer se je zaposlil 11. julija 1955.
Prvi dan je bil Armstrong zadolžen za pilotiranje lovskih letal med izpustom eksperimentalnih letal iz modificiranih bombnikov. Tudi sam je letel s modificiranimi bombniki in na eni od teh misij je doživel svoj prvi letalski incident v Edwardsu. 22. marca 1956 je bil v Boeingu B-29 Superfortress, ki naj bi iz zraka spustil raketo Douglas D-558-2 Skyrocket. Sedel je na desnem sedežu kopilota, medtem ko je poveljnik Stan Butchart sedel na levem sedežu letala B-29.
Ko sta se povzpela na višino 9 km, se je motor številka štiri ustavil in propeler se je začel prosto vrteti v zračnem toku. Butchart je pritisnil na stikalo, ki bi ustavilo vrtenje propelerja, in opazoval, kako se je upočasnil, nato pa se je spet začel vrteti še hitreje kot drugi. Če bi se vrtel prehitro, bi razpadel. Njuno letalo je moralo vzdrževati hitrost 338 km/h, da je izstrelilo tovor Skyrocket, B-29 pa ni mogel pristati s Skyrocketom, pritrjenim na trebuh. Armstrong in Butchart sta letalo spustila v položaj z nosom navzdol, da bi povečala hitrost, nato pa sta izstrelila raketo. V trenutku izstrelitve je propeler motorja številka štiri razpadel. Njegovi kosi so poškodovali motor številka tri in zadeli motor številka dva. Butchart in Armstrong sta bila prisiljena ugasniti poškodovani motor številka tri skupaj z motorjem številka ena zaradi navora, ki je pri tem nastal. Z višine 9 km sta se počasi in krožeče spustila samo z drugim motorjem in varno pristala.
Armstrong je služil kot projektni pilot na lovcih serije Century, vključno z različicama North American F-100 Super Sabre A in C, McDonnell F-101 Voodoo, Lockheed F-104 Starfighter, Republic F-105 Thunderchief in Convair F-106 Delta Dart. Letel je tudi na letalih Douglas DC-3, Lockheed T-33 Shooting Star, North American F-86 Sabre, McDonnell Douglas F-4 Phantom II, Douglas F5D-1 Skylancer, Boeing B-29 Superfortress, Boeing B-47 Stratojet in Boeing KC-135 Stratotanker ter bil eden od osmih elitnih pilotov, vključenih v program raziskav jadralnih padal Paresev. V svoji karieri je letel na več kot 200 različnih modelih letal. Njegov prvi polet z raketnim letalom se je odvil 15. avgusta 1957 z Bell X-1B na višini 18,3 km. Ob pristanku je odpovedalo slabo zasnovano pristajalno podvozje, kot se je zgodilo že pri približno ducatu prejšnjih poletih letala Bell X-1B. Z letalom North American X-15 je letel sedemkrat, vključno s prvim poletom s sistemom Q-ball, prvim poletom letala številka 3 X-15 in prvim poletom prilagodljivega sistema za krmiljenje letala MH-96. Zaposlil se je pri Nacionalni upravi za aeronavtiko in vesolje (NASA), ko je bila ta ustanovljena 1. oktobra 1958 in je prevzela NACA.
Armstrong je bil vpleten v več incidentov, ki so se zapisali v ljudsko izročilo letalske baze Edwards ali pa so opisani v spominih kolegov. Med svojim šestim poletom z X-15 20. aprila 1962 je Armstrong preizkušal krmilni sistem MH-96, ko je poletel na višino več kot 63 km (najvišja višina, ki je bila dosežena pred Gemini 8). Med spuščanjem je nadziral nos letala, da bi demonstriral zmogljivost MH-96 pri omejevanju vpliva nasprotne sile, X-15 pa se je dvignil nazaj na približno 43 km. Mimo pristajalne ploščadi je poletel s hitrostjo mach 3 na več kot 30 km višine in končal 64 km južno od Edwardsa. Po zadostnem spuščanju se je obrnil nazaj proti pristajalnemu območju in pristal. To je bil najdaljši polet X-15 tako po času leta kot po dolžini talne sledi.
Njegov kolega astronavt Michael Collins je zapisal, da je Armstrong med piloti X-15 ''veljal za enega šibkejših pilotov z ročicami in krmilom, a za najboljšega, ko je šlo za razumevanje zasnove in delovanja stroja.'' Mnogi testni piloti na Edwardsovi univerzi so pohvalili Armstrongove inženirske sposobnosti. Milt Thompson je dejal, da je bil ''tehnično najbolj sposoben od zgodnjih pilotov X-15.'' Bill Dana je menil, da je Armstrong ''imel um, ki je vpijal stvari kot goba.'' Tisti, ki so leteli za vojno letalstvo, so imeli običajno drugačno mnenje, zlasti ljudje, kot sta Chuck Yeager in Pete Knight, ki nista imela inženirskih diplom. Knight je dejal, da so piloti-inženirji leteli na način, ki je bil ''bolj mehaničen kot letenje,'' in to je navedel kot razlog, zakaj so nekateri piloti-inženirji zašli v težave: Njihove letalske sposobnosti niso nastale naravno. Armstrong je med 30. novembrom 1960 in 26. julijem 1962 opravil sedem poletov z X-15. Z letalom X-15-1 je dosegel najvišjo hitrost 5,74 macha (6420 km/h) in Center za letalske raziskave zapustil s skupno 2400 urami letenja.
24. aprila 1962 je Armstrong edinkrat letel z Yeagerjem. Njuna naloga pri letenju s T-33 je bila oceniti stanje suhega jezera Smith Ranch v Nevadi za potencialno uporabo za namen zasilnega pristajališča za X-15. V svoji avtobiografiji je Yeager zapisal, da je vedel, da je dno jezera po nedavnem deževju neprimerno za pristanek, vendar je Armstrong vseeno vztrajal pri poletu. Ko sta poskušala pristati po proceduri dotik in odlet, so se kolesa zataknila in sta morala čakati na reševalce. Kot je povedal Armstrong, ga Yeager ni nikoli poskušal prepričati, da ne bi pristal. Prvič sta uspešno pristala na vzhodni strani jezera. Nato mu je Yeager rekel, naj poskusi znova, tokrat nekoliko počasneje. Pri drugem pristanku sta se zataknila, kar je Yeagerja spravilo v izbruh smeha.
21. maja 1962 je bil Armstrong vpleten v "afero Nellis". Z letalom F-104 so ga poslali na pregled suhega jezera Delamar v južni Nevadi, spet zaradi preverjanja možnosti zasilnih pristankov. Napačno je ocenil višino in se ni zavedal, da se podvozje ni popolnoma odprlo. Ko se je dotaknil tal, se je podvozje začelo umikati. Armstrong je uporabil polno moč, da bi prekinil pristanek, vendar so trebušna krilca in vrata podvozja udarila v tla, pri čemer se je poškodoval radio in se je sprostila hidravlična tekočina. Brez radijske zveze je Armstrong poletel proti jugu do letalske baze Nellis mimo kontrolnega stolpa in ob tem zamahnil s krili, kar je bil znak za let brez radijske zveze. Izguba hidravlične tekočine je povzročila sprostitev repnega kavlja, ob pristanku pa se je zataknil za sidrno žico, pritrjeno na verigo, in verigo vlekel po vzletno-pristajalni stezi.
Trajalo je pol ure, da so očistili vzletno-pristajalno stezo in namestili nov zadrževalni kabel. Armstrong je poklical bazo Edwards in prosil, naj ga nekdo pobere. Poslali so Milta Thompsona v letalu F-104B, edinem dvosedežnem letalu, ki je bilo takrat na voljo, s katerim pa Thompson še ni letel. Thompson je z velikimi težavami pristal v Nellisu, kjer je močan bočni veter povzročil trd pristanek in je počila leva glavna pnevmatika. Vzletno-pristajalna steza je bila ponovno zaprta, da so jo očistili. Tokrat so v Nellis na pomoč poslali Billa Dano v letalu T-33, vendar je imel tudi on težave s pristajanjem. Operativna pisarna baze Nellis se je nato odločila, da bi bilo za preprečitev nadaljnjih težav najbolje, da vse tri Nasine pilote prepeljejo nazaj v Edwards po kopnem.

## Poimenovanja
Na Luni je po njem poimenovan manjši krater Armstrong, ki se nahaja blizu mesta, kjer je pristal Apollo 11. Armstrongovo ime nosi tudi asteroid glavnega pasu 6469 Armstrong. Poleg tega so po njem poimenovali tudi več kot deset šol v ZDA in številne ulice, zgradbe ter druge kraje drugod po svetu.